# 若羌河
若羌河，位于中国新疆巴音郭楞蒙古自治州，长100公里，流域面积3000平方公里。年均径流量达0.86亿立方米，是塔里木盆地东南部的河流。
发源于阿尔金山的玉苏普阿勒克山海拔5000米以上高山终年积雪带，积雪范围为30余平方公里，平均积雪厚度为10米，积雪量达三亿立方米，融雪水向北汇流十余公里处渗入地下，又向北十余公里处涌出地面，形成一条东南至西北长55公里，平均宽100米的阿克苏河。出山口后称若羌河。尾闾在罗布庄汇入台特玛湖。年径流量稳定，灌溉土地1300余公顷，已在龙口以下建成两座水电站，总装机容量为500千瓦。